# Laurent Ferrier
Laurent Ferrier (ur. 19 grudnia 1946 roku w Genewie) – francuski kierowca wyścigowy.

## Kariera
Ferrier rozpoczął karierę w międzynarodowych wyścigach samochodowych w 1975 roku od startów w Europejskiej Formule 2, gdzie jednak nie zakwalifikował się do żadnego wyścigu. W tym samym roku nie ukończył 24-godzinnego wyścigu Le Mans w klasie S 2.0. W późniejszych latach Francuz pojawiał się także w stawce Europejskiej Formuły 3, World Challenge for Endurance Drivers, German Racing Championship, World Championship for Drivers and Makes, European Endurance Championship oraz FIA World Endurance Championship.